# Годомар
Годомар (на латински: Godomar, Gundomar, Gundimar, Gernot) е според скандинавските легенди крал на бургундите през 406 – 411 г.
Той е син на крал Гибика и брат на Гизелхер и Гундахар (Гунтер). След смъртта на Гибика Годомар го наследява на трона на първото Бургундско кралство, а след неговата смърт е наследен от брат си Гундахар.